# زخرفة الثلج
زُخْرفة الثلج (الاسم العلمي:Chionographis) هي جنس من النباتات تتبع قبيلة زخرفات الثلج من الفصيلة الملانطيونية.

## أنواع زخرفة الثلج
- زخرفة الثلج الصينية
- زخرفة الثلج الميريليانية
- زخرفة الثلج اليابانية
- زخرفة الثلج الهيسوشية
- زخرفة الثلج الكوادزومية
- زخرفة الثلج الشيواندشانية